# Олімп
Олі́мп (грец. Όλυμπος, МФА: [ˈoli(m)bos]) — найвищий і найвідоміший гірський масив у Греції. Розташований на межі історичних областей Фессалії та Македонії, він домінує над узбережжям Егейського моря. Найвища точка масиву, пік Мітікас (грец. Μύτικας, «Ніс»), сягає 2918,80 метрів над рівнем моря, що робить Олімп найвищою вершиною Греції та однією з найвищих у Європі за відносною висотою.
У давньогрецькій міфології Олімп був відомий як священна домівка дванадцяти олімпійських богів, що надало йому виняткового культурного статусу. Через унікальне природне багатство та культурну спадщину, у 1938 році масив став першим національним парком Греції, а в 1981 році ЮНЕСКО визнала його світовим біосферним заповідником.
Сьогодні Олімп є популярним напрямком для гірського туризму, альпінізму та екотуризму, приваблюючи тисячі відвідувачів щороку, які прагнуть дослідити його стежки, підкорити вершини та насолодитися дикою природою.

## Етимологія
Походження назви «Олімп» (дав.-гр. Ὄλυμπος) є предметом дискусій. Найпоширеніша теорія пов'язує її з доіндоєвропейським мовним субстратом і вважає, що слово могло означати просто «гора». Інші лінгвістичні гіпотези пропонують зв'язок з праіндоєвропейськими коренями, такими як *wel- ('обертати', 'крутити'), що може описувати величну, заокруглену форму масиву, або *oyl- ('сяяти'), що могло вказувати на снігову шапку, яка виблискує на сонці.

## Географія та геологія

### Топографія
Олімп — це компактний, але геологічно складний гірський масив, що займає площу близько 500 км². Він має майже круглу форму з периметром близько 150 км. Масив порізаний глибокими ущелинами та має 52 окремі вершини.
Найвищі вершини утворюють підковоподібну дугу навколо льодовикового цирку, відомого як Мегала Казанія (грец. Μεγάλα Καζάνια, «Великі Котли»). Головні піки:
- Мітікас (Μύτικας) — 2918,80 м. Найвища точка Греції.
- Сколіо (Σκολιό) — 2911 м. Друга за висотою, часто є кінцевою точкою для багатьох альпіністів.
- Стефані (Στεφάνι) — 2909 м. Найкрутіша та найскладніша для сходження вершина, відома як «Трон Зевса» через свою величну форму.[16]
- Скала (Σκάλα) — 2866 м. Важлива проміжна вершина на шляху до Мітікаса.
- Агіос Антоніос (Άγιος Αντώνιος) — 2817 м. На цій вершині знайдено античне святилище.

### Геологічна історія
Масив Олімп почав формуватися близько 200 мільйонів років тому в крейдовому періоді. Він складається з осадових порід, що накопичувалися на дні мілкого моря. Внаслідок потужних тектонічних зсувів, що відбувалися протягом останніх 20 мільйонів років, ці шари були підняті на значну висоту.
Сучасний рельєф гори значною мірою сформований льодовиковими періодами, останній з яких завершився близько 10 000 років тому. Льодовики вирізали глибокі улоговини (кари), згладили плато та залишили по собі морени. Найяскравішим прикладом льодовикової діяльності є ущелина річки Еніпей, що розтинає масив зі сходу.

## Клімат
Клімат Олімпу має виражену висотну поясність.
- Нижня зона (до 800 м): Типовий середземноморський клімат зі спекотним, сухим літом і м'якою, дощовою зимою.
- Середня зона (800—2000 м): Помірний клімат. Літо приємне, без екстремальної спеки. Зима холодна, сніговий покрив тримається з листопада по квітень.
- Високогірна зона (вище 2000 м): Альпійський клімат. Зима сувора й тривала (сніг може лежати з вересня по червень). Погода нестабільна, часті тумани, сильні вітри та раптові зміни температури навіть влітку.[18] Середньорічна температура на висоті 2500 м становить близько 0 °C.

## Статус охорони та біорізноманіття

### Національний парк та біосферний заповідник
У 1938 році Олімп став першим національним парком Греції з метою збереження його унікальної флори, фауни та природного середовища. Парк охоплює площу близько 240 км². У 1981 році ЮНЕСКО включила його до мережі біосферних заповідників «Людина і біосфера». Це підкреслює міжнародне значення Олімпу як території, де гармонійно поєднуються охорона природи та сталий розвиток. Регіон також внесений до Попереднього списку Світової спадщини ЮНЕСКО як об'єкт змішаного культурного та природного значення.

### Флора
Флора Олімпу є однією з найбагатших у Європі. Тут зареєстровано понад 1700 видів та підвидів рослин, що становить близько 25 % флори Греції. Серед них 26 видів є вузькими ендеміками Олімпу. Одним із найвідоміших ендеміків є Jankaea heldreichii — реліктова рослина льодовикового періоду.
Висотна поясність флори:
- 300–500 м: вічнозелені чагарники (маквіс) — дуб кам'яний, суничник дрібноплідний, філірея.
- 600–1700 м: зона листяних та хвойних лісів — бук європейський, ялиця біла, сосна чорна, а вище — сосна румелійська.
- 1700–2500 м: зона субальпійських хвойних лісів, де домінує сосна боснійська, дерева якої часто мають химерну форму через сильні вітри.
- Вище 2500 м: альпійські луки, де ростуть сотні видів квітів, пристосованих до екстремальних умов.

### Фауна
Фауна масиву включає 32 види ссавців, серед яких балканська козиця (Rupicapra rupicapra balcanica), популяція якої є однією з найбільших у Європі, сарна європейська, свиня дика, лисиця звичайна, лісовий кіт та, зрідка, вовк.
Орнітофауна налічує 108 видів птахів, зокрема великих хижаків, таких як беркут, орел-могильник, стерв'ятник, змієїд та сапсан. Також тут мешкає велика різноманітність рептилій, амфібій та комах.

## Міфологія та історія

### Дім богів
У давньогрецькій міфології Олімп — це не просто гора, а небесне царство, де мешкали дванадцять головних богів. Гомер описує його як ідилічне місце, захищене від вітрів, дощу та снігу, де боги ведуть безтурботне життя. Вершина Стефані вважалася «Троном Зевса», звідки він спостерігав за світом людей. Ворота до Олімпу, за міфами, охороняли Ори. Смертним було суворо заборонено наближатися до священної вершини.

### Історичні свідчення
Олімп був важливим релігійним центром і в реальному житті. Павсаній у II ст. н. е. згадував про численні вівтарі на горі. У 1967 році археологи на вершині Агіос Антоніос (2817 м) виявили святилище Зевса Олімпійського. Знайдені артефакти, зокрема кераміка, монети та залишки жертвоприношень, свідчать про те, що паломники піднімалися на гору щонайменше з архаїчного періоду.

## Історія першого сходження
Протягом століть Олімп залишався нескореним. Його вершина, оповита туманами та міфами, вважалася недосяжною для смертних. Лише на початку XX століття була здійснена експедиція, що увінчалася успіхом.

### Команда та підготовка
Перше зареєстроване успішне сходження на Мітікас відбулося 2 серпня 1913 року. Команду очолювали двоє швейцарців: відомий фотограф Фредерік Буассонна (Frédéric Boissonnas), який прагнув задокументувати велич Греції, та його друг, мистецтвознавець Даніель Бод-Бові (Daniel Baud-Bovy). Ключовою фігурою експедиції став їхній провідник — місцевий мисливець на диких кіз із Літохоро Христос Каккалос (Christos Kakkalos). Він знав стежки Олімпу краще за будь-кого і володів надзвичайною витривалістю та сміливістю.
Це була їхня друга спроба; перша, здійснена в липні 1912 року, зазнала невдачі через погану погоду, що змусило їх повернути назад.

### Драматичне сходження
Експедиція вирушила з Літохоро та провела ніч у монастирі Святого Діонісія. Далі, під керівництвом Каккалоса, вони піднялися до високогір'я. Погода була несприятливою, густий туман значно ускладнював орієнтування.
Коли команда досягла однієї з вершин, яку вони вважали найвищою, вони встановили там прапори та відсвяткували перемогу. Проте раптово хмари розсіялися, і перед ними відкрилася шокуюча картина: справжня вершина, Мітікас, була ще вище, грізна та, здавалося, неприступна. Бод-Бові пізніше описав цей момент як «раптове видіння жахливого піку».
Швейцарці були деморалізовані та готові здатися. Саме в цей критичний момент Христос Каккалос проявив свою рішучість. Він запитав: «Йдемо далі?». Не чекаючи відповіді, він скинув взуття і почав босоніж дертися по крутому та небезпечному схилу, що вів до Мітікаса. Натхненні його прикладом, Буассонна та Бод-Бові рушили за ним.

### Тріумф на вершині
Підйом по фінальному кулуару був надзвичайно небезпечним. О 10:25 ранку 2 серпня 1913 року всі троє нарешті стояли на найвищій точці Греції. Щоб залишити доказ свого досягнення, вони написали записку, поклали її в пляшку і залишили на вершині. У записці було зазначено:
|  | Ми, Фредерік Буассонна, Даніель Бод-Бові та Христос Каккалос, цього дня, 2 серпня 1913 року, досягли найвищої вершини Олімпу, Мітікаса. |

### Спадщина
Сходження мало величезне значення. Фотографії, зроблені Буассонна, облетіли світ, вперше показавши справжню велич Олімпу та розвіявши міфи про його неприступність. Христос Каккалос став легендою, а його ім'я увічнено в назві одного з гірських притулків на Плато Муз.

## Туризм та альпінізм
Олімп є одним із найпопулярніших напрямків для гірського туризму в Греції. Щороку його відвідують тисячі людей, причому близько 10 000 альпіністів роблять спробу сходження на вершини. Сезон для сходжень триває переважно з червня по жовтень, коли погода найбільш стабільна, а притулки повністю функціонують.

### Основні точки доступу
- Літохоро (грец. Λιτόχωρο): найбільше місто біля підніжжя гори, розташоване на східних схилах на висоті 300 м.[5] Це головна відправна точка для більшості маршрутів. Тут розташовані інформаційні центри Національного парку, готелі та магазини спорядження.[10]
- Пріонія (грец. Πριόνια): розташована на висоті 1100 м, до неї веде асфальтована дорога з Літохоро (18 км).[10] Це найвища точка, до якої можна дістатися автомобілем. Тут є паркінг, таверна, що працює в сезон, та джерело з питною водою. Більшість сходжень починається саме звідси.[18]
- Горція (грец. Γκορτσιά): інша точка старту, розташована на висоті 1100 м на дорозі з Літохоро. Звідси починається маршрут до Плато Муз.[25]

### Основні маршрути сходження

#### 1. Класичний маршрут: Пріонія— Притулок «Спіліос Агапітос»— Вершини
Це найпопулярніший маршрут, що зазвичай займає два дні.
- День 1: Від Пріонії (1100 м) до притулку «Спіліос Агапітос» (Притулок A) на висоті 2100 м.[18] Стежка є частиною міжнародного маршруту E4.[24] Підйом займає 2.5–4 години, проходить через густий буковий та сосновий ліс.[10]
- День 2: Від притулку до вершин. Шлях веде спочатку до вершини Скала (2866 м), що займає близько 2.5 годин.[18] На Скалі маршрут розгалужується:
  - На Сколіо (2911 м): Простіший шлях праворуч, що займає близько 40 хвилин. Звідси відкривається чудовий вид на Мітікас.[10]
  - На Мітікас (2918,8 м): Шлях прямо вниз, а потім вгору по скельному кулуару, відомому як Лукі. Ця ділянка є технічно складною (клас складності 3 за YDS), вимагає навичок скелелазіння, відсутності страху висоти та обов'язкового використання шолома.[26] Спуск і підйом від Скали до Мітікаса та назад займають близько 1.5 години.[18]

#### 2. Маршрут через Плато Муз: Горція— Притулок «Петроструга»— Плато Муз
Цей маршрут вважається мальовничішим, але довшим та складнішим.
- День 1: Від Горції (1100 м) до Плато Муз (близько 2700 м), де розташовані притулки «Гіосос Апостолідіс» та «Христос Каккалос».[25] Підйом займає 6-7 годин і часто включає проміжну ночівлю в притулку «Петроструга» (1940 м).[10]
- День 2: З Плато Муз можна здійснити радіальні сходження на вершини Стефані (вимагає альпіністського спорядження та навичок) та Мітікас (через кулуар Лукі з протилежного, північного боку).[26]

#### 3. Ущелина Еніпея
Це популярний маршрут для трекінгу, але не для підкорення вершин. Стежка E4 проходить через усю ущелину від Пріонії до Літохоро (близько 10 км, 4-5 годин). Маршрут проходить повз старий монастир Святого Діонісія, кілька водоспадів та дерев'яних мостів.

### Гірські притулки
На Олімпі діє мережа гірських притулків, які працюють переважно з травня по жовтень. Бронювання місць є обов'язковим, особливо у високий сезон.
| Назва                         | Висота (м) | Місткість | Опис                                                                                  |
| ----------------------------- | ---------- | --------- | ------------------------------------------------------------------------------------- |
| Спіліос Агапітос (Притулок A) | 2100       | 110       | Найбільший та найпопулярніший. Розташований на класичному маршруті.                   |
| Гіосос Апостолідіс            | 2697       | 90        | Найвищий притулок у Греції. Розташований на Плато Муз.                                |
| Христос Каккалос              | 2648       | 22        | Невеликий, затишний притулок на Плато Муз, названий на честь одного з першопрохідців. |
| Петроструга                   | 1940       | 80        | Розташований на маршруті з Горції, працює цілий рік.                                  |

### Безпека та спорядження
- Погода: Погода на Олімпі непередбачувана і може змінитися за лічені хвилини.[18] Навіть улітку можливі бурі, град та різке падіння температури, особливо на висоті.[10]
- Спорядження: Необхідне стандартне трекінгове спорядження: міцні черевики, багатошаровий одяг, водонепроникна куртка, головний убір, сонцезахисний крем, аптечка.[18] Для сходження на Мітікас настійно рекомендується альпіністський шолом через ризик падіння каміння.[26]
- Вода: Джерела є вздовж основних маршрутів до притулків, але вище воду потрібно нести з собою.[10]
- Екстрені служби: Загальноєвропейський номер екстреної допомоги — 112.[18]

## Українці на Олімпі
Гора Олімп у Греції — популярний напрям для туристів з усього світу, зокрема й з України. Її мальовничі пейзажі, міфологічне значення та духовна аура приваблюють мандрівників, письменників, телеведучих і звичайних шукачів пригод.
Серед українців, які здійснили сходження на Олімп, — письменник Андрій Любка, який обрав найскладніший маршрут до вершини Мітікас, описавши свої враження як «радісну розгубленість» від перебування в місці, де, за легендою, мешкав Зевс.
Український телеведучий Антон Зайцев піднявся на Олімп у межах зйомок програми «Орел і решка».
Особливу увагу привернув вчинок мандрівника з міста Городок В'ячеслава Лукащука, який 4 липня встановив Прапор України на піку Олімпу, пройшовши складний 9-кілометровий маршрут.
Про атмосферу на Олімпі, місцеві звичаї та духовний досвід написала українська мандрівниця Юлія Матту. Вона описала свою подорож як емоційне паломництво до сакральної вершини, відзначивши, що «будь-яка подорож — це можливість стати ближчим до Всесвіту».

## У культурі
Окрім міфології, образ Олімпу міцно увійшов у західну культуру.
- У мові: Вислови «олімпійський спокій» (велична незворушність) та «перебувати на Олімпі» (бути на вершині слави чи влади) походять від образу гори.[33]
- У спорті: Щорічно на горі проводиться марафон Olympus Marathon, один із найскладніших гірських марафонів у світі, що слідує стежками, якими, за легендою, бігали давньогрецькі боги.
- У літературі та кіно: Олімп згадується в незліченній кількості творів, від античних епосів Гомера та Гесіода до сучасних фентезійних романів (наприклад, серія «Персі Джексон та Олімпійці») та голлівудських фільмів.

## Фотогалерея

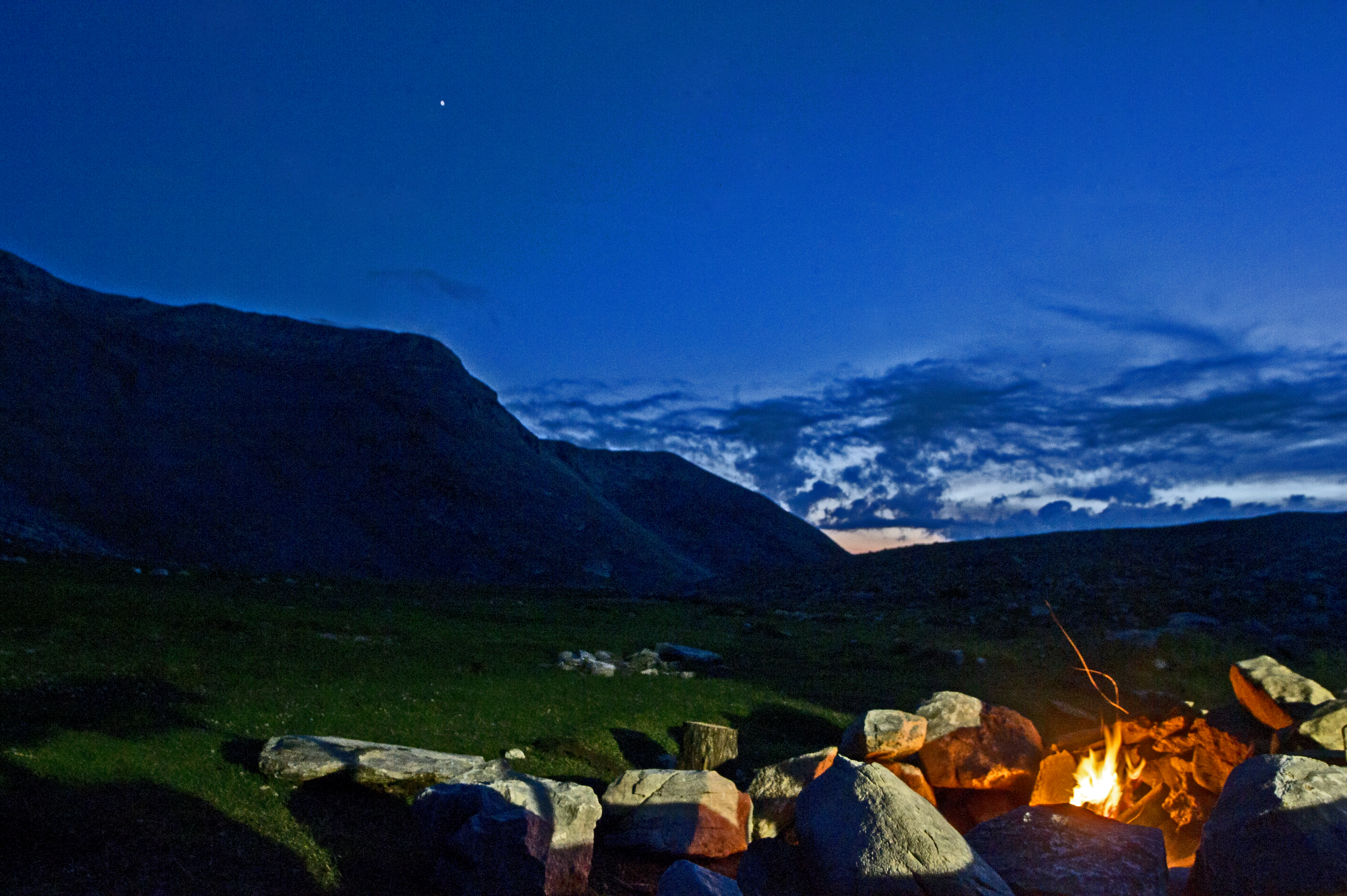
Вогонь у горах.
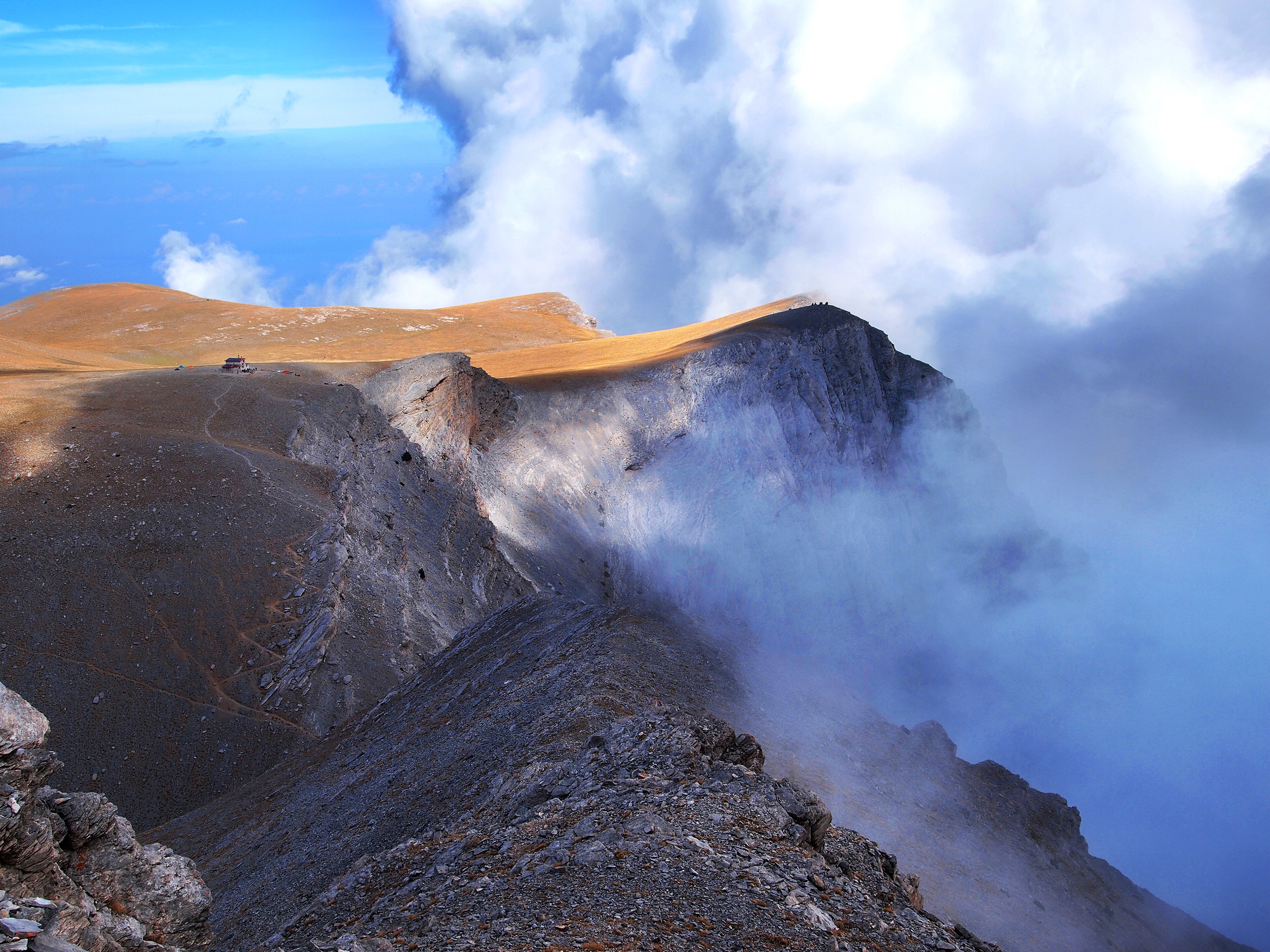
Вид на край Плато Муз із сусідньої вершини.
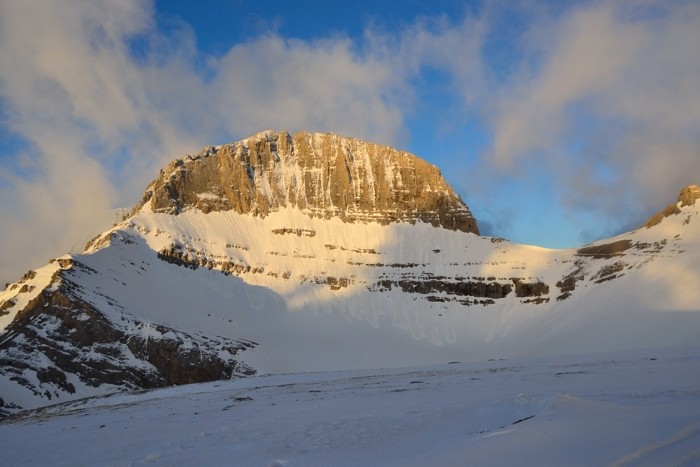
Олімп, вкритий снігом.
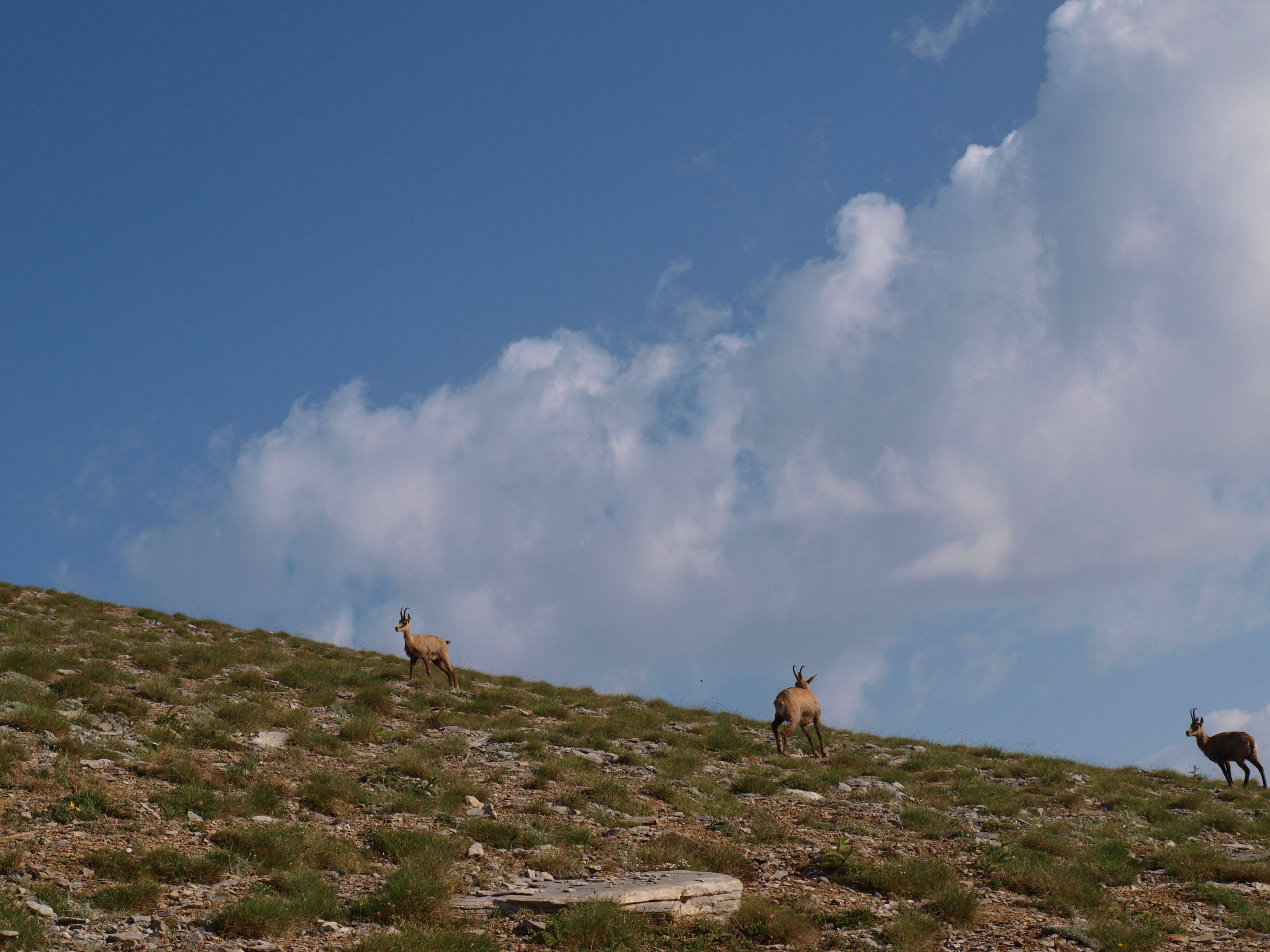
Гірська коза на схилах Олімпу.
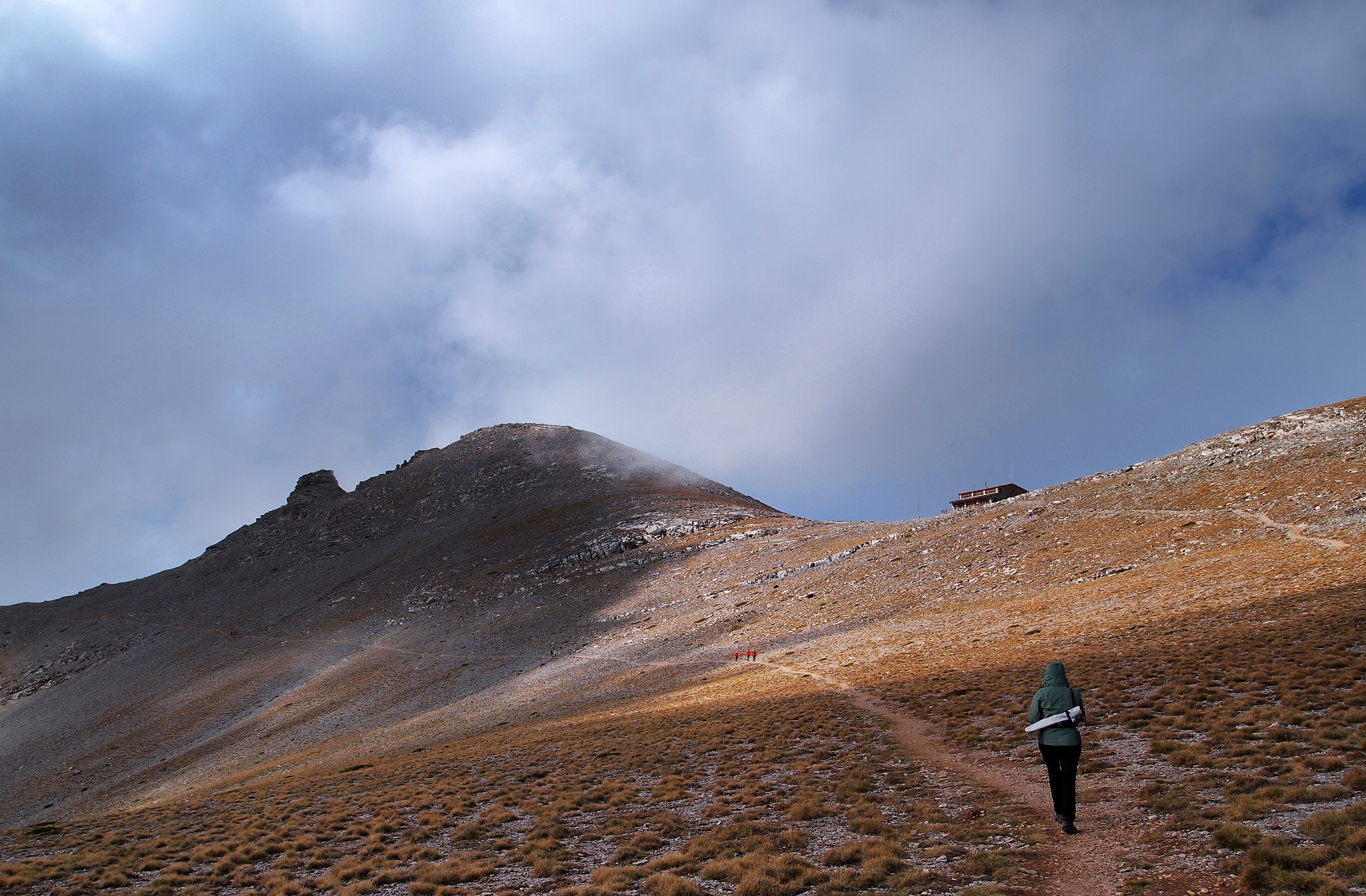
Стежка від Плато Муз до притулку.
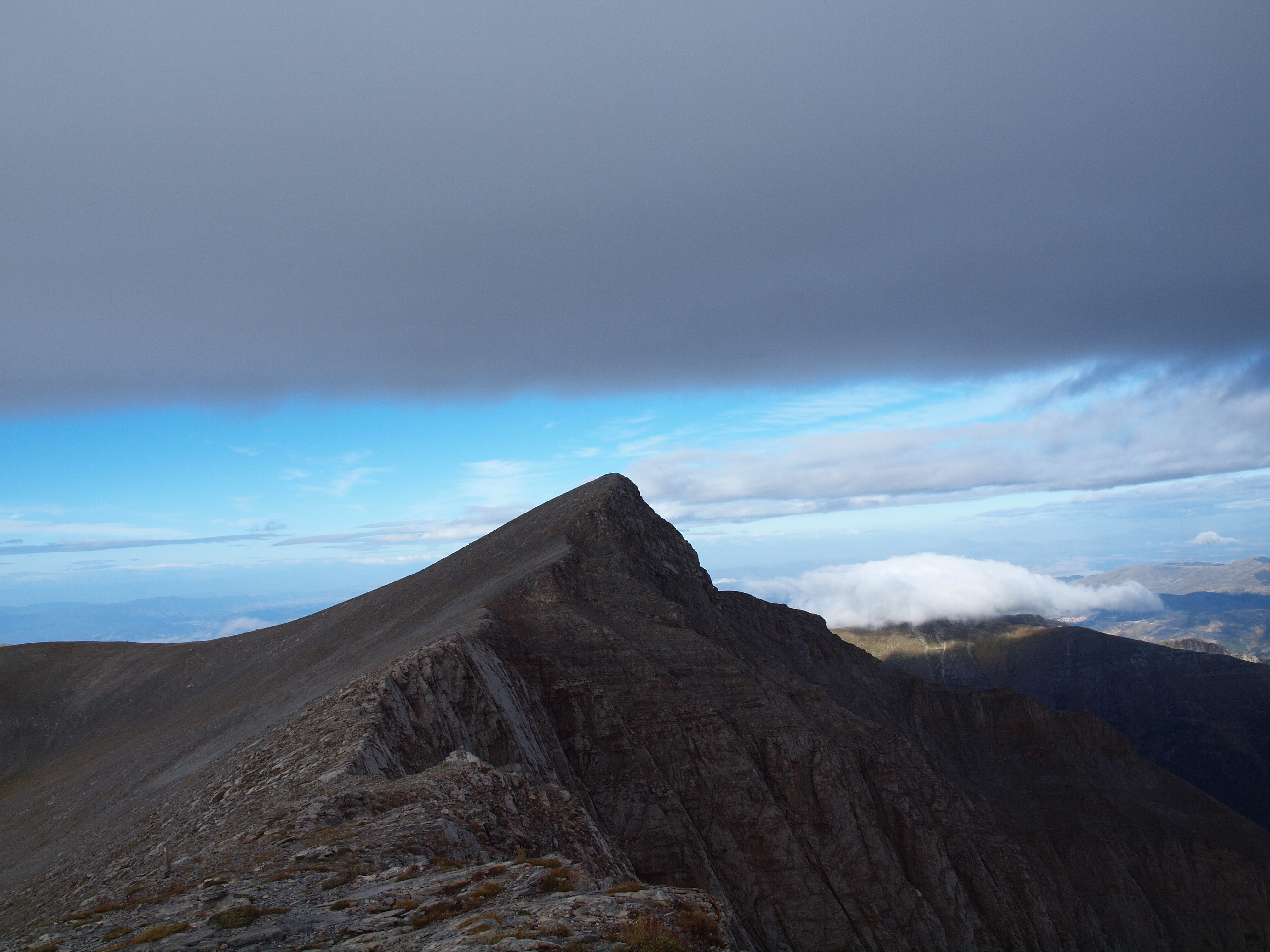
Вершина Сколіо.
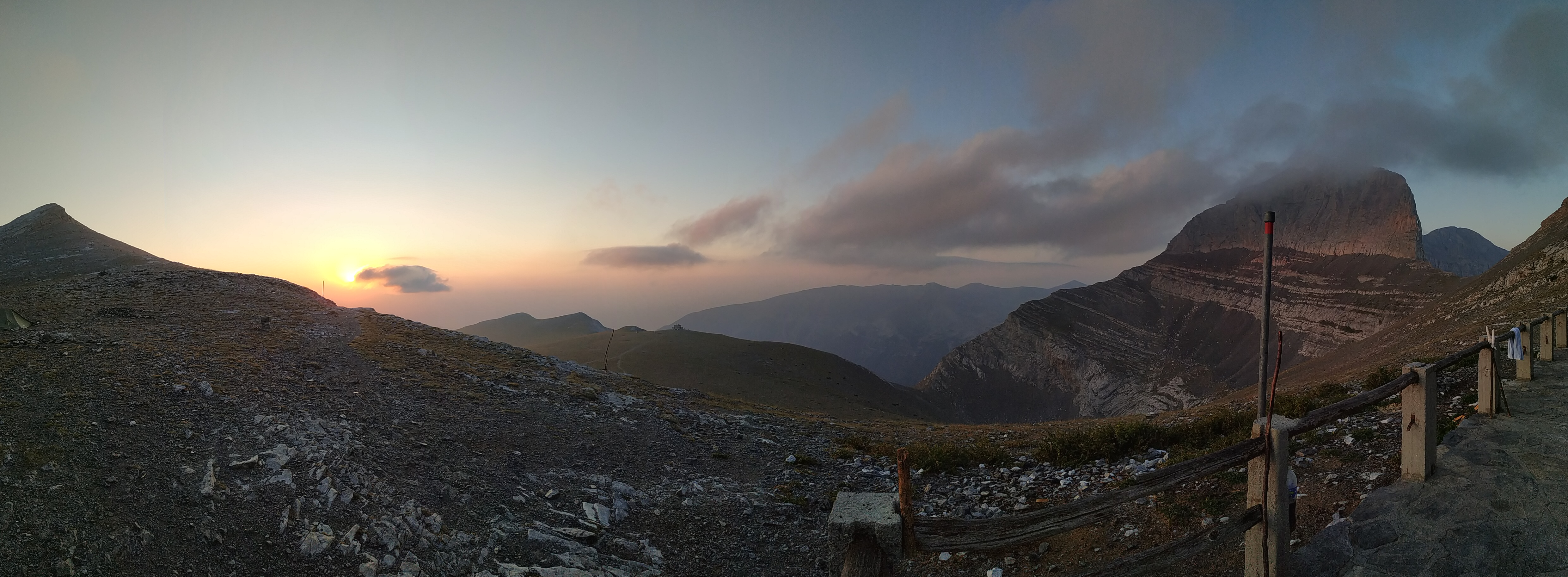
Плато Муз (Оро́педіо тон Мусо́н).
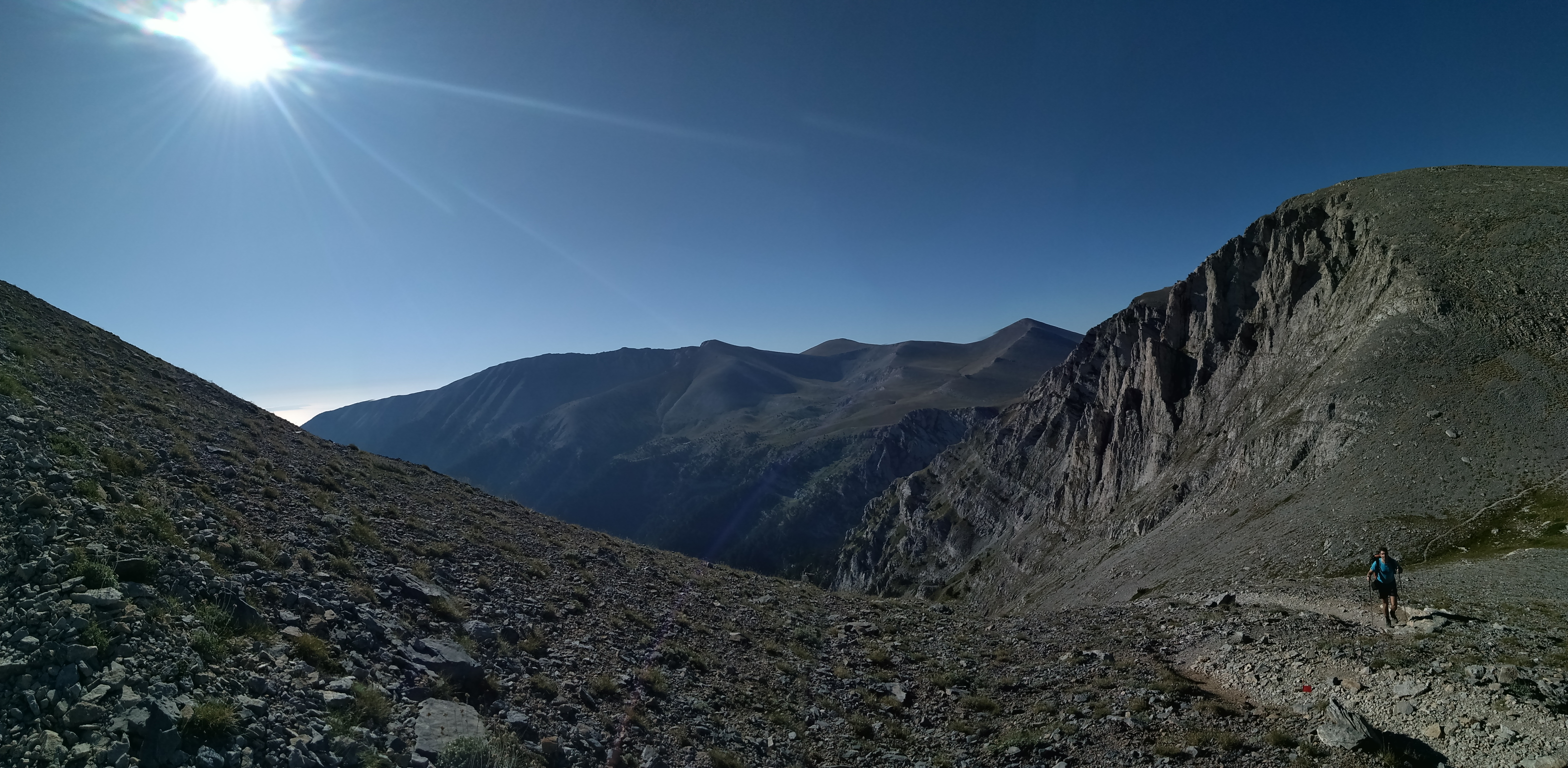
Пейзаж на схилах Олімпу.
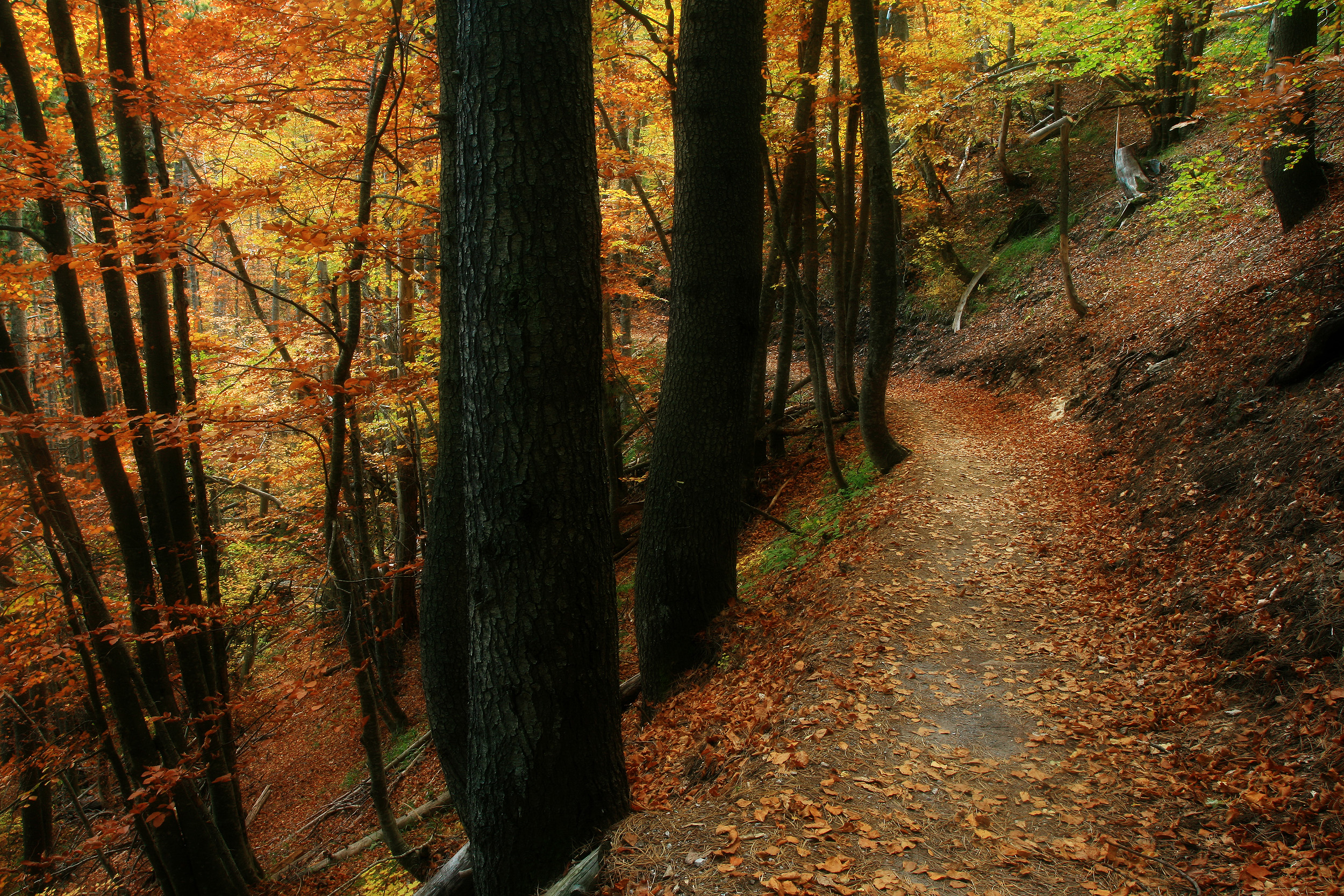
Стежка в районі Пріонія.
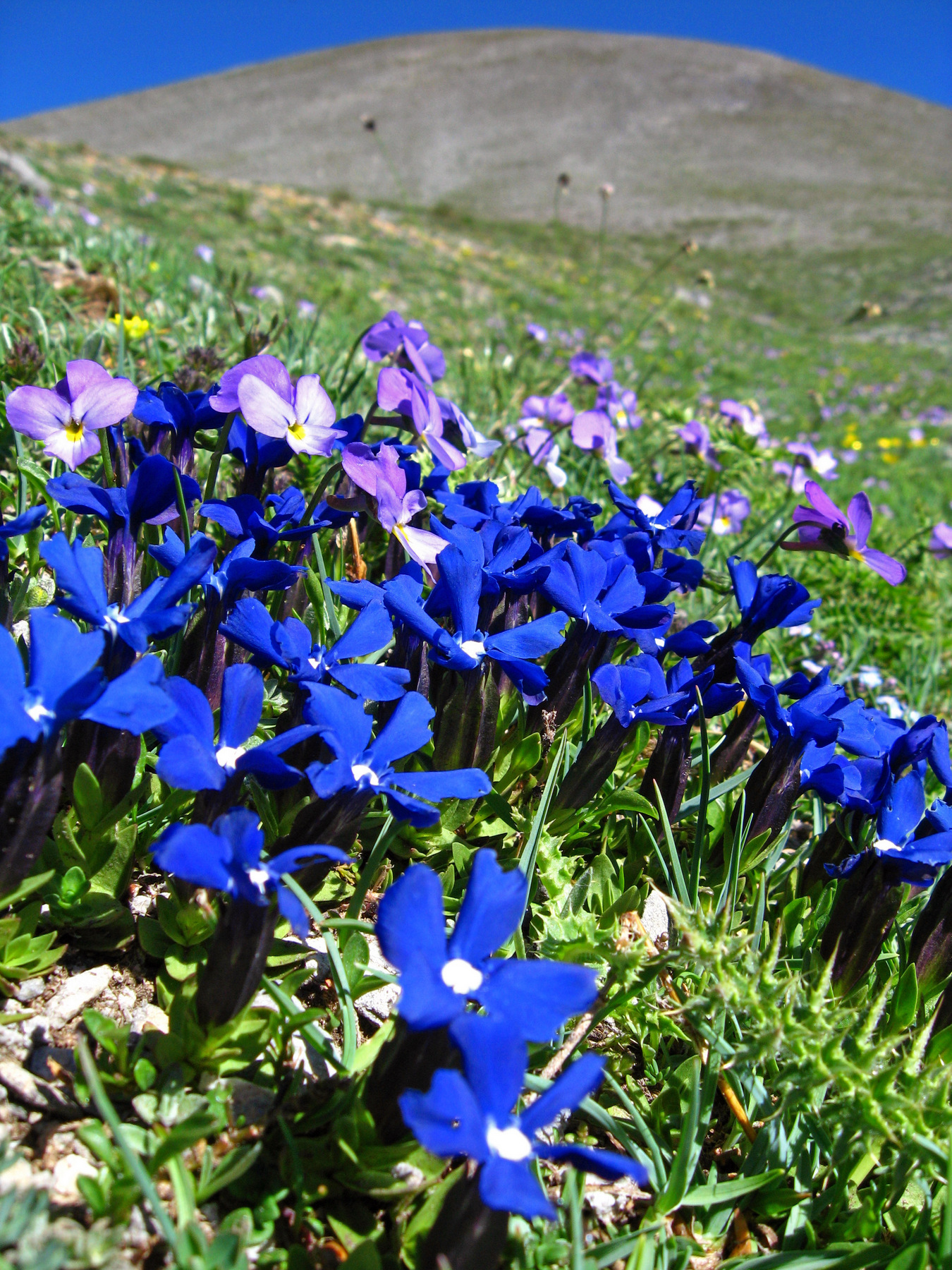
Флора гори Олімп.
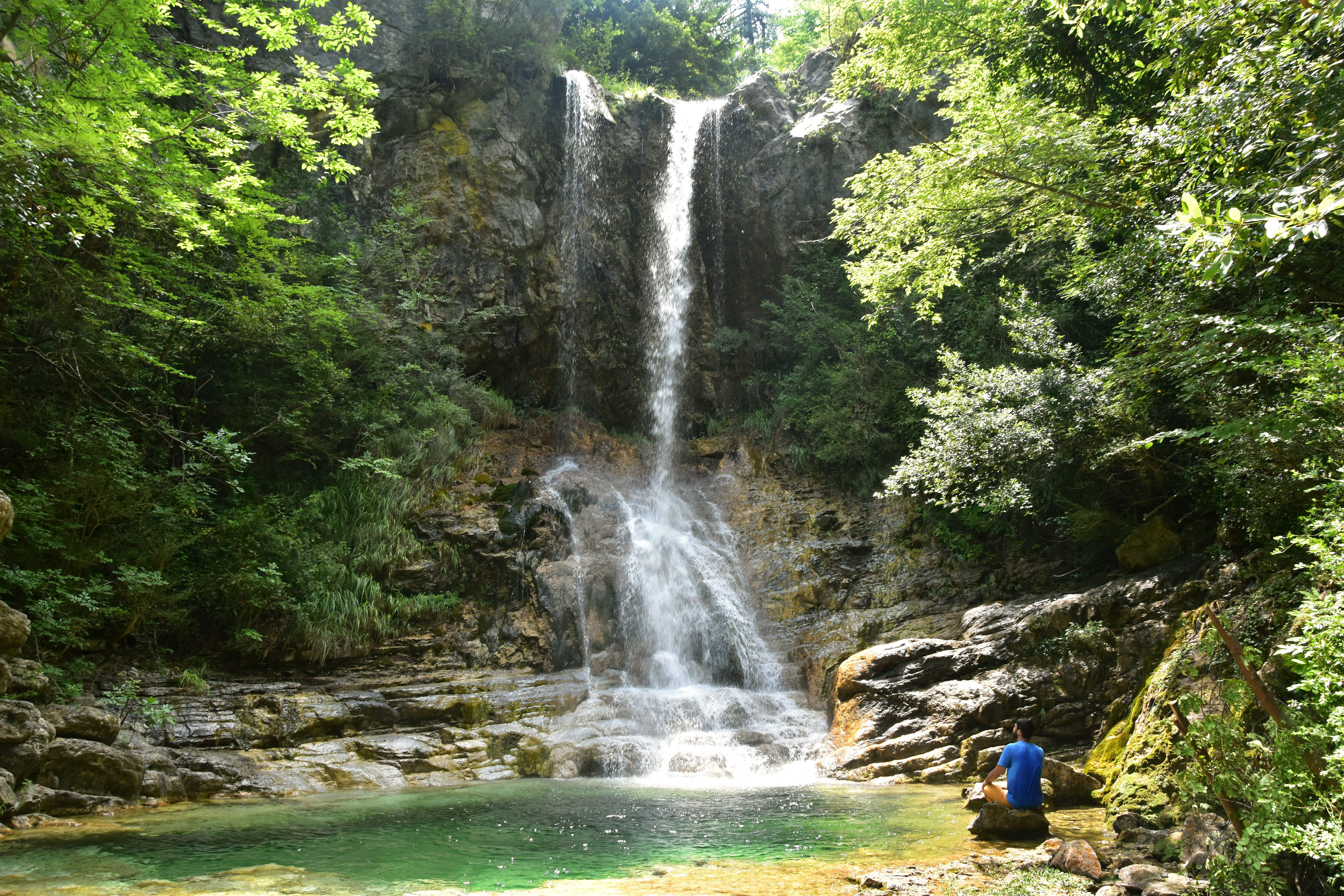
Водоспад Орлія.